# Tetrastigma cruciatum
Tetrastigma cruciatum là một loài thực vật hai lá mầm trong họ Nho. Loài này được Craib & Gagnep. miêu tả khoa học đầu tiên năm 1911.